# Kolourione premordica
Kolourione premordica är en kräftdjursart som beskrevs av Clements Robert Markham1978. Kolourione premordica ingår i släktet Kolourione och familjen Bopyridae.
Artens utbredningsområde är Mexikanska golfen. Inga underarter finns listade i Catalogue of Life.